# Batalla de Tulcán
La batalla de Tulcán fue una confrontación militar llevada a cabo en la ciudad ecuatoriana de Tulcán el 31 de julio de 1862, entre las tropas del Ejército nacional ecuatoriano y tropas de la confederación Granadina aparentemente en medio de escaramuzas limítrofes, protagonizadas entre las dos naciones.

## Antecedentes
En Colombia el gobierno del conservador Mariano Ospina Rodríguez se vio enfrentado a una sublevación liberal encabezada por el gobernador del Cauca Tomás Cipriano de Mosquera en 1860, que rápidamente se convirtió en una guerra civil en todo el país. Numerosas batallas se libraron antes de que las fuerzas liberales tomaran la ciudad de Bogotá en 1861, capturaran al presidente y proclamaran dictador al general Mosquera. Sin embargo la guerra continuó con numerosos jefes conservadores deseosos de recuperar el gobierno. Uno de los conservadores enfrentados contra Mosquera fue el poeta Julio Arboleda Pombo que además los conservadores habían elegido presidente en medio de la conflagración.
Mientras tanto, en Ecuador el presidente Gabriel García Moreno imponía un gobierno centralista fuerte y deseoso de grandeza. Sobre las causas de la guerra difieren los historiadores colombianos y ecuatorianos; para los primeros se trató de una invasión dirigida por el presidente García Moreno con el fin de modificar las fronteras, para los segundos las fuerzas conservadoras incursionaron en territorio de Ecuador el 19 de junio de 1962 en persecución de algunos liberales. Como el general Vicente Fierro, Jefe del Resguardo de Rumichaca, tratara de impedir la invasión, fue agredido por el comandante colombiano Matías Rosero a lo que respondería García Moreno con un ejército de 1.200 hombres, mientras Arboleda movilizaría 900 soldados, liderados en su Primera Columna por el coronel José Antonio Eraso y en la Segunda Columna por el Intendente de Pasto, el coronel José Francisco Zarama.

## La batalla
En las calles de Las Gradas, al sureste de Tulcán se dio el enfrentamiento, por ello la superioridad numérica de Ecuador quedó anulada. Mientras Arboleda creó un estado de confusión en la vanguardia el mayor Matías Rosero localizó a García Moreno y tras un enfrentamiento de poco más de dos horas con su escolta le dejó indefenso y lo capturó. Rápidamente las fuerzas ecuatorianas se disolvieron mientras Arboleda y sus fuerzas se adueñaban de toda la ciudad. De inmediato se celebró un tratado de paz mediante el cual a García Moreno y todos los ecuatorianos capturados les concedían la libertad. En la lista de la captura de 700 prisioneros se encontraba también el Ministro de Guerra y Marina y Comandante en Jefe del Ejército ecuatoriano en campaña, coronel Daniel Salvador, además de cañones, fusiles y más pertrechos de guerra.

## Consecuencias
La importancia de la participación de los comandantes pastusos, José Antonio Eraso y José Francisco Zarama, fue reconocida con su ascenso a generales. El 8 de agosto 1862 se celebraron dos tratados de paz el uno público en el que nada se exigía al país vencido. En cambio en el otro García Moreno que comulgaba en ideas políticas con Arboleda, se comprometía a auxiliar a los conservadores colombianos con 4.000 fusiles, 200.000 cartuchos, 400.000 fulminantes, 2.000 uniformes y 6.000 pesos mensuales para que esta fracción política pudiese derrocar al presidente Mosquera. García Moreno nunca entregó lo acordado porque según él, el legislativo prohibió inmiscuirse en asuntos internos de Colombia. Ese mismo año Arboleda fue asesinado en Berruecos, Nariño.